# Artogne
Artogne (im camunischen Dialekt Artògne) ist eine Gemeinde in der Provinz Brescia, Lombardei mit 3621 Einwohnern (Stand 31. Dezember 2023).

## Geographie
Artogne liegt 48 km nördlich von Brescia im Valcamonica und umfasst die Fraktionen Acquebone, Montecampione und Piazze. Die Nachbargemeinden sind Bovegno, Darfo Boario Terme, Gianico, Pezzaze, Pian Camuno, Pisogne und Rogno.

## Gemeindepartnerschaften
- Courcelles, Belgien, seit 1999